# Шосткинська міська рада
Шо́сткинська міська́ ра́да — орган місцевого самоврядування в Сумській області. Адміністративний центр — місто обласного значення Шостка.

## Загальні відомості
- Територія ради: 43,69 км²
- Населення ради: 79 058 осіб (станом на 1 січня 2013 року)

## Населені пункти
Міській раді підпорядковані населені пункти:
- м. Шостка

## Склад ради
Рада складається з 50 депутатів та голови.
- Голова ради: Нога Микола Петрович
- Секретар ради: Хомовненко Любов Павлівна

### Керівний склад попередніх скликань
| ПІБ                  | Основні відомості                                                       | Дата обрання | Дата звільнення |
| -------------------- | ----------------------------------------------------------------------- | ------------ | --------------- |
| Нога Микола Петрович | Міський голова, 1952 року народження, освіта вища, безпартійний         | 26.03.2006   | 31.10.2010      |
| Нога Микола Петрович | Міський голова, 1952 року народження, освіта вища, член Партії регіонів | 31.10.2010   | 25.10.2015      |
| Нога Микола Петрович | Міський голова, 1952 року народження, освіта вища, член Нашого Краю     | 25.10.2015   | 25.10.2020      |

Примітка: таблиця складена за даними джерела

### Депутати
За результатами місцевих виборів 2010 року депутатами ради стали:

#### За суб'єктами висування
| Суб'єкт висування                                       | Кількість обраних депутатів | %  |
| ------------------------------------------------------- | --------------------------- | -- |
| Партія регіонів                                         | 29                          | 58 |
| Політична партія «Сильна Україна»                       | 7                           | 14 |
| Комуністична партія України                             | 4                           | 8  |
| Політична партія Всеукраїнське об'єднання «Батьківщина» | 3                           | 6  |
| Політична партія «Наша Україна»                         | 3                           | 6  |
| Політична партія «Фронт Змін»                           | 3                           | 6  |
| Селянська партія України                                | 1                           | 2  |

#### За округами
| № округу                                                | Прізвище, ім'я, по батькові        | Дата визнання обраним | Освіта         | Партійна приналежність                        | Відомості про обраного депутата                                                                                  |
| ------------------------------------------------------- | ---------------------------------- | --------------------- | -------------- | --------------------------------------------- | --- |
| Комуністична партія України                             |                                    |                       |                |                                               | |
| б/м                                                     | Прачук Іван Петрович               | 05.11.2010            | Освіта вища    | член Комуністичної партії України             | пенсіонер |
| б/м                                                     | Верченко Олександр Сергійович      | 05.11.2010            | Освіта вища    | член Комуністичної партії України             | ЦК Комуністичної партії України, другий секретар міськкому кпу                                                   |
| б/м                                                     | Гришков Олександр Олександрович    | 05.11.2010            | Освіта вища    | позапартійний                                 | ТОВ ТВП «Зодіак», директор                                                                                       |
| б/м                                                     | Федоренко Леонід Миколайович       | 05.11.2010            | Освіта вища    | член Комуністичної партії України             | Завод «Імпульс», начальник промислової котельні                                                                  |
| Партія регіонів                                         |                                    |                       |                |                                               | |
| б/м                                                     | Кисельов Володимир Петрович        | 05.11.2010            | Освіта вища    | член Партії регіонів                          | ЦЕВ, директор |
| б/м                                                     | Чернов Сергій Євгенович            | 05.11.2010            | Освіта вища    | член Партії регіонів                          | ТОВ, МКТ, Буд техніка", директор                                                                                 |
| б/м                                                     | Насоненко Валентина Володимирівна  | 05.11.2010            | Освіта вища    | член Партії регіонів                          | Приватне підприємство, Владі", директор                                                                          |
| б/м                                                     | Хаміцевич Ірина Дмитрівна          | 05.11.2010            | Освіта вища    | член Партії регіонів                          | Міська СЕС, лікар                                                                                                |
| б/м                                                     | Опанасенко Тетяна Михайлівна       | 05.11.2010            | Освіта вища    | член Партії регіонів                          | Приватне підприємство Опанасенко, директор                                                                       |
| б/м                                                     | Маценко Оксана Миколаївна          | 05.11.2010            | Освіта вища    | член Партії регіонів                          | ТОВ «Промтехресурс», генеральний директор                                                                        |
| б/м                                                     | Попов Ігор Володимирович           | 05.11.2010            | Освіта вища    | член Партії регіонів                          | ВАТ АК, Свема", виконавчий директор                                                                              |
| б/м                                                     | Шундрик Олег Іванович              | 05.11.2010            | Освіта вища    | член Партії регіонів                          | Спеціалізована школа-ліцей, вчитель                                                                              |
| б/м                                                     | Євменова Тетяна Миколаївна         | 05.11.2010            | Освіта вища    | член Партії регіонів                          | ТРК, Акцент", відповідальний директор                                                                            |
| б/м                                                     | Грива Ярослав Сергійович           | 05.11.2010            | Освіта вища    | член Партії регіонів                          | студент |
| 2                                                       | Белясник Василь Іванович           | 04.11.2010            | Освіта вища    | позапартійний                                 | ТОВ «Прогноз», директор                                                                                          |
| 3                                                       | Слизовська Галина Анатоліївна      | 04.11.2010            | Освіта вища    | член Партії регіонів                          | КПТ «Корал-1», директор                                                                                          |
| 4                                                       | Кошик Людмила Прокопівна           | 04.11.2010            | Освіта вища    | позапартійна                                  | Міжрайонний центр зайнятості, директор                                                                           |
| 5                                                       | Федотенко Ігор Анатолійович        | 04.11.2010            | Освіта вища    | член Партії регіонів                          | приватне підприємство, директор                                                                                  |
| 6                                                       | Шилова Ірина Володимирівна         | 04.11.2010            | Освіта вища    | член Партії регіонів                          | ТОВ ТД «Дизайн», директор                                                                                        |
| 7                                                       | Суптельна Світлана Олександрівна   | 04.11.2010            | Освіта вища    | член Партії регіонів                          | Шосткинська спеціалізована школа — ліцей, вчитель                                                                |
| 9                                                       | Волков Олександр Іванович          | 04.11.2010            | Освіта вища    | член Партії регіонів                          | Управління по експлуатації газового господарства, начальник                                                      |
| 11                                                      | Ліфіренко Микола Миколайович       | 04.11.2010            | Освіта вища    | позапартійний                                 | ТОВ «Телеком-Радіо», директор                                                                                    |
| 14                                                      | Гончар Тетяна Олександрівна        | 04.11.2010            | Освіта вища    | позапартійна                                  | Шосткинська дитяча лікарня, головний лікар                                                                       |
| 16                                                      | Хомовненко Любов Павлівна          | 04.11.2010            | Освіта вища    | позапартійна                                  | Управління праці та соціального захисту населення, директор                                                      |
| 17                                                      | Будункова Ірина Анатоліївна        | 04.11.2010            | Освіта вища    | позапартійна                                  | ВКНЗ «Шосткинське медичне училище», директор                                                                     |
| 18                                                      | Щербань Володимир Валентинович     | 04.11.2010            | Освіта вища    | позапартійний                                 | Держ НДIXП, директор                                                                                             |
| 19                                                      | Півторак Володимир Іванович        | 04.11.2010            | Освіта вища    | позапартійний                                 | Спілка ветеранів Афганістану, голова                                                                             |
| 20                                                      | Нікітіна Ірина Олександрівна       | 04.11.2010            | Освіта вища    | позапартійна                                  | Шосткинська міська організація профспілки працівників освіти, голова                                             |
| 21                                                      | Кузнецов Олександр Тихонович       | 04.11.2010            | Освіта вища    | позапартійний                                 | ПП «Катунь», директор                                                                                            |
| 22                                                      | Сафронов Анатолій Рудольфович      | 04.11.2010            | Освіта вища    | позапартійний                                 | КП ШКЗ «Імпульс», головний інженер                                                                               |
| 23                                                      | Радько Сергій Васильович           | 04.11.2010            | Освіта вища    | позапартійний                                 | КП ШКЗ «Імпульс», головний механік                                                                               |
| 24                                                      | Рева Людмила Григорівна            | 04.11.2010            | Освіта вища    | позапартійна                                  | Шосткинське відділення СК «Страхові традиції», директор                                                          |
| 25                                                      | Цьомка Микола Іванович             | 04.11.2010            | Освіта середня | позапартійний                                 | КП ШКЗ «Імпульс», заступник директора                                                                            |
| Політична партія Всеукраїнське об'єднання «Батьківщина» |                                    |                       |                |                                               | |
| б/м                                                     | Пікульов Олексій Григорович        | 05.11.2010            | Освіта вища    | член Всеукраїнського об'єднання «Батьківщина» | ТОВ «БМУ-3», генеральний директор                                                                                |
| б/м                                                     | Дуплін Ростислав Вікторович        | 05.11.2010            | Освіта вища    | член Всеукраїнського об'єднання «Батьківщина» | КП ШКЗ «Зірка», заступник директора                                                                              |
| б/м                                                     | Титович Володимир Миколайович      | 05.11.2010            | Освіта вища    | член Всеукраїнського об'єднання «Батьківщина» | приватний підприємець                                                                                            |
| Політична партія «Наша Україна»                         |                                    |                       |                |                                               | |
| б/м                                                     | Міхньов Олександр Миколайович      | 05.11.2010            | Освіта вища    | позапартійний                                 | Шосткинське Комунальне підприємство «Виробниче управління водопровідного каналізаційного господарства», директор |
| 8                                                       | Непомнящий Олександр Володимирович | 04.11.2010            | Освіта вища    | член Політичної партії «Наша Україна»         | ВАТ «Шосткинський хлібокомбінат», директор                                                                       |
| 10                                                      | Івченко Олександр Анатолійович     | 04.11.2010            | Освіта вища    | позапартійний                                 | ВАТ «Шосткинський хлібокомбінат», голова правління                                                               |
| Політична партія «Сильна Україна»                       |                                    |                       |                |                                               | |
| б/м                                                     | Ярига Олександр Олексійович        | 05.11.2010            | Освіта середня | член Політичної партії «Сильна Україна»       | приватний підприємець                                                                                            |
| б/м                                                     | Бугаков Сергій Іванович            | 05.11.2010            | Освіта вища    | член Політичної партії «Сильна Україна»       | ВАТ «ШЗХР», генеральний директор                                                                                 |
| б/м                                                     | Васильцов Віктор Михайлович        | 05.11.2010            | Освіта вища    | член Політичної партії «Сильна Україна»       | приватний підприємець                                                                                            |
| б/м                                                     | Будко Олена Миколаївна             | 12.11.2010            | Освіта вища    | член Політичної партії «Сильна Україна»       | ТОВ «ШП Харківенергоремонт», фінансовий директор                                                                 |
| 1                                                       | Мозолевський Віктор Володимирович  | 04.11.2010            | Освіта вища    | член Політичної партії «Сильна Україна»       | ТОВ «Плюс» ЛТД, заступник директора                                                                              |
| 13                                                      | Молоток Ігор Федорович             | 04.11.2010            | Освіта вища    | позапартійний                                 | ТОВ «ВАНТ» ЛТД, директор                                                                                         |
| 15                                                      | Кравченко Микола Анатолійович      | 04.11.2010            | Освіта вища    | член Політичної партії «Сильна Україна»       | пенсіонер |
| Політична партія «Фронт Змін»                           |                                    |                       |                |                                               | |
| б/м                                                     | Ковальова Алла Савелівна           | 05.11.2010            | Освіта вища    | член Політичної партії «Фронт Змін»           | Теле-радіо компанія «ТКС», головний редактор                                                                     |
| б/м                                                     | Ляшок Віталій Олегович             | 05.11.2010            | Освіта середня | член Політичної партії «Фронт Змін»           | приватний підприємець                                                                                            |
| б/м                                                     | Терещенко Ігор Григорович          | 05.11.2010            | Освіта вища    | член Політичної партії «Фронт Змін»           | тимчасово не працює                                                                                              |
| Селянська партія України                                |                                    |                       |                |                                               | |
| 12                                                      | Пилипейко Володимир Юрійович       | 04.11.2010            | Освіта вища    | позапартійний                                 | ПП «Грант — Сервіс», директор                                                                                    |